# 陳一清 (1894年)

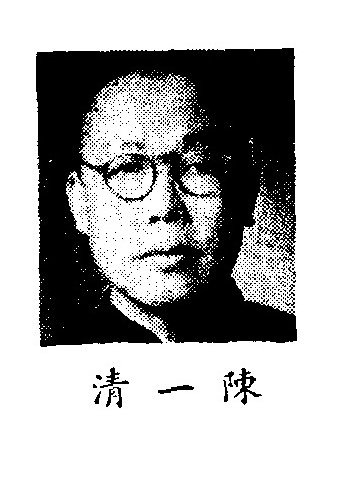

陈一清（1894年—1971年），别号贻孙，湖南省常宁县板桥镇人。中国近代法学家、政治人物。

## 生平
陈一清毕业于湖南私立达材法政专门学校。民国11年（1922年），当选为湖南省议员。民国12年（1923年），加入中国青年党，嗣后出任中国青年党中央常务委员兼外务部长等职务。民国27年（1938年），复任湖南省参议员。抗日战争胜利后，任制宪国民大会代表，制宪后又任行宪前立法院第四届立法委员。行宪时，曾被蒋介石提名为首届大法官。民国36年（1947年），陈一清在南京、上海发布启事，筹建常宁县银行，开业后被选为董事长。
中国人民解放军占领南京前夕，陈一清转入中国国民党革命委员会，赞助和平。中华人民共和国成立后，陈一清在中央人民政府司法部任职，并且兼任全国政协委员。1957年，陈一清被打成“右派”。1966年，入北京市第二福利院休养。1971年，陈一清病逝。